# ایر – ترنسپورت اروپا
ایر – ترنسپورت اروپا (به انگلیسی: Air – Transport Europe) یک شرکت هواپیمایی است که در تاریخ ۱۹۹۰ میلادی تأسیس شده است. دفتر مرکزی ایر – ترنسپورت اروپا در پوپراد، اسلواکی واقع شده‌است و قطب این شرکت هواپیمایی در فرودگاه پپراد تاتری قرار دارد.